# Thomas & Mack Center
Il Thomas & Mack Center è un'arena che si trova nel campus della Università del Nevada a Las Vegas negli Stati Uniti. Per gli eventi nel ring, la capacità è di 19.522 posti; per il basket, la capacità è di 18.776 posti. L'arena è stata realizzata dallo studio Domingo Cambeiro Architects e ristrutturata da Ellerbe Becket.